# Марко Поптърпов
Марко Поптърпов Папазоглу (на гръцки: Μάρκος Παπατέρπος Παπάζογλου, Маркос Папатерпос Папазоглу) е гръцки революционер, деец на Гръцката въоръжена пропаганда в Македония.

## Биография
Марко Поптърпов е роден в южномакедонското село Нестрам, днес в Гърция в семейството на поп Търпо Папазоглу. Става един от водачите на гъркоманската партия в Нестрам и е председател на Нестрамската гръцка община. Определен е за агент от II ред. В 1904 година се съпротивлява с оръжие на чета на ВМОРО. По-късно се изселва в Костур, където, след като градът попада в Гърция в 1913 година, закупува от Мола Ибрахим голямо имение на брега на езерото, станало известно като Поптърпова къща, наследено от внука му Александрос Папатерпос.